# لينكولن (لاعب كرة قدم برازيلي)
لينكولن هو لاعب كرة قدم برازيلي في مركز الدفاع، ولد في 7 مارس 1996 في ريو دي جانيرو في البرازيل. لعب مع نادي تومبينس.